# 林惠海

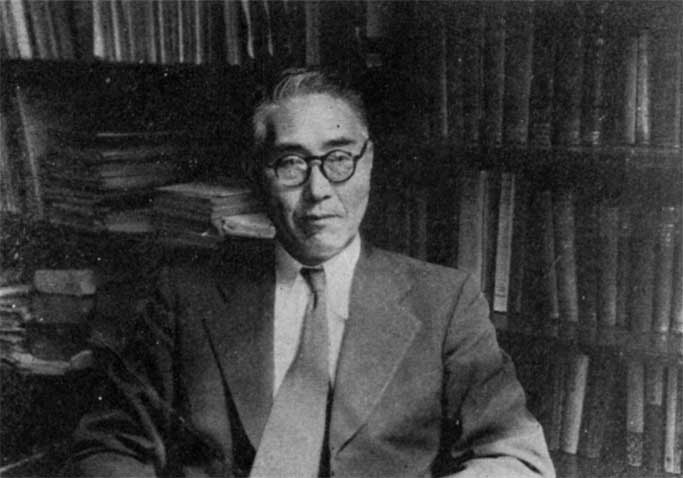
林惠海

林 恵海（はやし めぐみ、男性、1895年5月3日 - 1985年1月22日）は、日本の社会学者。東京大学名誉教授。

## 経歴
1985年生まれ。第五高等学校卒業し、東京帝国大学文学部社会学科に進んだ。1921年、東京帝国大学文学部社会学科を卒業。
卒業後は母校である東京帝国大学文学部助手となる。1939年8月、東京帝国大学文学部助教授に就任し、社会学を講じた。戦後の1948年、東京大学文学部教授に昇進。戸田貞三退官後の東京大学文学部社会学科主任教授を務めた。1956年に東京大学を定年退官し、名誉教授となった。その後は日本女子大学教授として教鞭をとった。

## 研究内容・業績
- 専門は、農村および人口研究。
- その蔵書は東京大学文学部社会学研究室に寄贈され、林文庫となっている。

## 著書
- 『ジムメル・社会学方法論の研究』甲子社書房 1926
- 『人口理論 研究と方法』刀江書院 1930
- 『コントとスペンサー社会有機体論の研究 社会と個人 附・Body Politicの研究』平野書房 1935
- 『農家人口の研究』日光書院 1940
- 『独逸人口農本論』栗田書店 1942
- 『中支江南農村社会制度研究』上巻 有斐閣, 1953

## 共編著
- 『農は国の本なり』三浦藤作,野村重臣共著 満洲移住協会, 1943 (満洲開拓叢書)
- 『教養講座社会学』臼井二尚共編 有斐閣 1953

## 記念論集
- 『日本社会学の課題』 林恵海教授還暦記念論文集 福武直編 有斐閣, 1956